# بازی‌های قهرمانی شرق دور

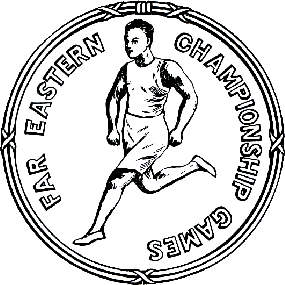
لوگوی بازی‌های قهرمانی شرق دور

بازی‌های قهرمانی شرق دور (انگلیسی: Far Eastern Championship Games) مسابقات چندورزشی آسیایی بود که پیش از بازی‌های آسیایی برگزار می‌شد.

## دوره‌ها

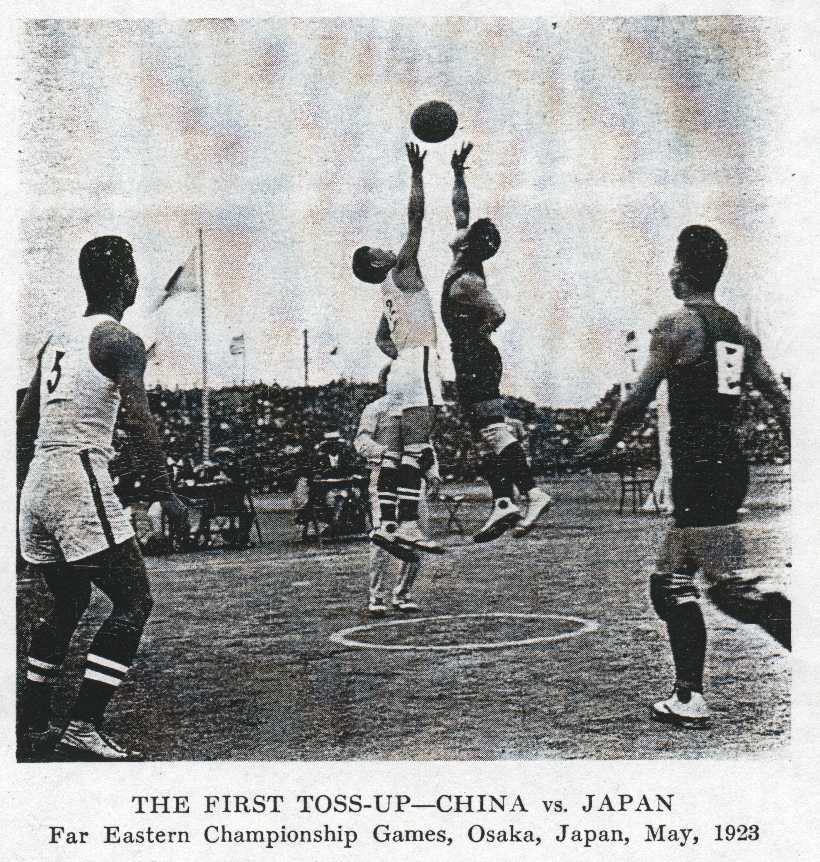

| سال  | بازی‌ها | تاریخ       | شهر میزبان | کشور میزبان |
| ---- | ------ | ----------- | ---------- | ----------- |
| ۱۹۱۳ | I      | ۳–۷ فوریه   | مانیل      | فیلیپین     |
| ۱۹۱۵ | II     | ۱۵–۲۱ می    | شانگهای    | چین         |
| ۱۹۱۷ | III    | ۸–۱۲ می     | توکیو      | ژاپن        |
| ۱۹۱۹ | IV     | ۱۲–۱۶ می    | مانیل      | فیلیپین     |
| ۱۹۲۱ | V      | ۳۰ می–۳ جون | شانگهای    | چین         |
| ۱۹۲۳ | VI     | ۲۱–۲۵ می    | اوساکا     | ژاپن        |
| ۱۹۲۵ | VII    | ۱۷–۲۲ می    | مانیل      | فیلیپین     |
| ۱۹۲۷ | VIII   | ۲۸–۳۱ آگوست | شانگهای    | چین         |
| ۱۹۳۰ | IX     | ۲۴–۲۷ می    | توکیو      | ژاپن        |
| ۱۹۳۴ | X      | ۱۶–۲۰ می    | مانیل      | فیلیپین     |
| ۱۹۳۸ | XI     | کنسل شده    | اوساکا     | ژاپن        |

## ورزش‌ها
در مجموع در نه رشتهٔ مختلف ورزشی در دوران برگزاری این مسابقات وجود داشت. هشت رشته در تمامی دوره‌ها برگزار شد، و ورزش نهم – دوچرخه‌سواری – تنها در یک دوره، در سال ۱۹۱۵ برگزار شد.
- دو و میدانی
- بیس‌بال
- بسکتبال
- دوچرخه‌سواری
- شیرجه
- فوتبال
- شنا
- تنیس
- تنیس

## کشورهای شرکت‌کننده
- چین
- ژاپن
- فیلیپین
- تایلند